# Gazette des Trois-Rivières
La Gazette des Trois-Rivières est un journal hebdomadaire publié à Trois-Rivières, Québec, Canada d'août 1817 à 1822 par Ludger Duvernay. Ce dernier n'était âgé que de 18 ans au moment où il publia le premier numéro de ce journal. Pour lui, ce fut le premier journal qu'il publiât, et pour Trois-Rivières, ce fut le premier journal du Bas-Canada à être publié en dehors des villes de Montréal et Québec. Un premier pas, donc, vers une décentralisation de l'information.
Ce journal de quatre pages publiait des textes en français et en anglais, mais sans que les articles ne soient systématiquement traduits d'une langue à l'autre, ce qui reflète sans doute la réalité linguistique en cette ville après la Conquête de 1760-1763.